# Ratpenat nassut de Godman
El ratpenat nassut de Godman (Choeroniscus godmani) és una espècie de ratpenat que viu a Mèxic, Guatemala, El Salvador, Hondures, Nicaragua, Costa Rica, Colòmbia, Veneçuela, Guyana i Surinam.